# Vater und Sohn (1929)
Vater und Sohn ist ein deutscher Stummfilm von Géza von Bolváry mit Harry Liedtke und Rolf von Goth in den Hauptrollen. 

## Handlung
Jean Bonnard und sein Kompagnon Epstein führen in Paris eine Rechtsanwaltskanzlei. Während der eher dicklich-unattraktive Epstein ganz auf Bonvivant macht, hat sich Bonnard nach dem Tod seiner Frau weitgehend aus der Öffentlichkeit zurückgezogen und steht unter der Fuchtel seiner Wirtschafterin, die ihn eher kujoniert als unterstützt. Eines Tages erhält Vater Bonnard Besuch von seinem Sohn Marcel. Der „befreit“ ihm vom Regiment der Haushälterin, vergrault sie aus den väterlichen vier Wänden und weckt in Jean wieder dessen Lebensgeister. Jean und Marcel werfen sich in Schale, beginnen wie zwei beste Freunde um die Häuser zu ziehen und machen auch Frauenbekanntschaften. Eine von denen ist nun ausgerechnet die hübsche junge Studentin Stella, in die sich Bonnard senior, sehr zum Verdruss des Sohnemanns, verliebt. 
Aus den Nachtschwärmer-Kumpels Bonnard senior und junior werden dadurch vorübergehend Rivalen. Marcel Bonnard hetzt im Scheidungsfall der mondänen, notorischen „Männerjägerin“ Madame Tibot auf seinen Vater, der sich und sie gleichermaßen kompromittiert. Madame Tibot wird vor Gericht des Ehebruchs für schuldig gesprochen und ist nunmehr fuchsteufelswild. Sie verlangt vom alten Bonnard, dass er sie nach der Scheidung zu heiraten habe. Bonnard will zwischen Marcel und Stella die Dinge wieder gerade rücken, und obwohl er gern eine gemeinsame Zukunft mit dieser jungen Frau haben würde, verzichtet er zugunsten seines Sohnes. Die aber will Jean und nicht den Sohn, verzichtet daher lieber auf beide und geht. Vater und Sohn streifen den Kummer ab, werfen sich in Frack und Zylinder und machen, was beide gemeinsam am besten können: Nachts bummeln gehen …

## Produktionsnotizen
Gedreht im August und September 1929 im UFA-Atelier sowie mit Außenaufnahmen in Paris und Versailles, passierte Vater und Sohn die Zensur am 21. Oktober 1929 und erhielt Jugendverbot und wurde drei Tage darauf im Berliner Atrium-Kino uraufgeführt. Die Länge des Siebenakters betrug 2225 Meter.
Marcel Hellmann übernahm die Produktionsleitung, die von Erwin Scharf umgesetzten Filmbauten gestaltete Robert Neppach. Fritz Brunn war Aufnahmeleiter, der Ungar Josef von Baky Regieassistent seines Landsmannes Bolvary.

## Kritiken
„Ein Spiel restloser Freude. (…) Ebenbürtig den besten Amerikanern, von Grazie, Esprit und einer leichten Weisheit umspielt, langsam von der liebenswürdigen Komödie zum Ernsteren umbiegend, mit leiser Elegie verklingend. Geza von Bolvary, der Regisseur, den ein Trip nach England zum Nimmerwiedererkennen wandelte, malt alles bezeichnend ohne Derbheit, elegant ohne Prunksucht, neuartig ohne Gesuchtheit, flüssig ohne Überhetzung. Ausgezeichnete Bilder des Kameramannes Goldberger begleiten ihn, bald dezente Hell-Dunkel-Spiele, bald atmosphärische Paris- und Versailles-Bilder. (…) Die einfache Handlung ist der Rahmen ausgezeichneter Einfälle.“

Die Salzburger Chronik gab folgendes Fazit: „Das vorliegende Stück gehört zu den Lustspielen, die in der Manier des feinen, modernen, französischen Lustspieles gedacht sind, die also dem anspruchsvollen Geschmack des Westeuropäers am meisten liegen. (…) Die bei derartigen Filmen obligate Portion von Sentimentalität ist auch hier vorhanden, ja, gegen Schluß zu, wo der Vater zugunsten des Sohnes verzichtet, geht die Handlung ganz ins dramatische Geleise über.“
Das Kleine Blatt bewertete die Produktion deutlich schlechter. Hier hieß es: „Der Film ist auffallend schlecht photographiert. Liedtke ist immerhin weniger hanswursthaft als sonst und zeigt stellenweise sogar schauspielerische Fähigkeiten.“